# Espace Saint-Michel

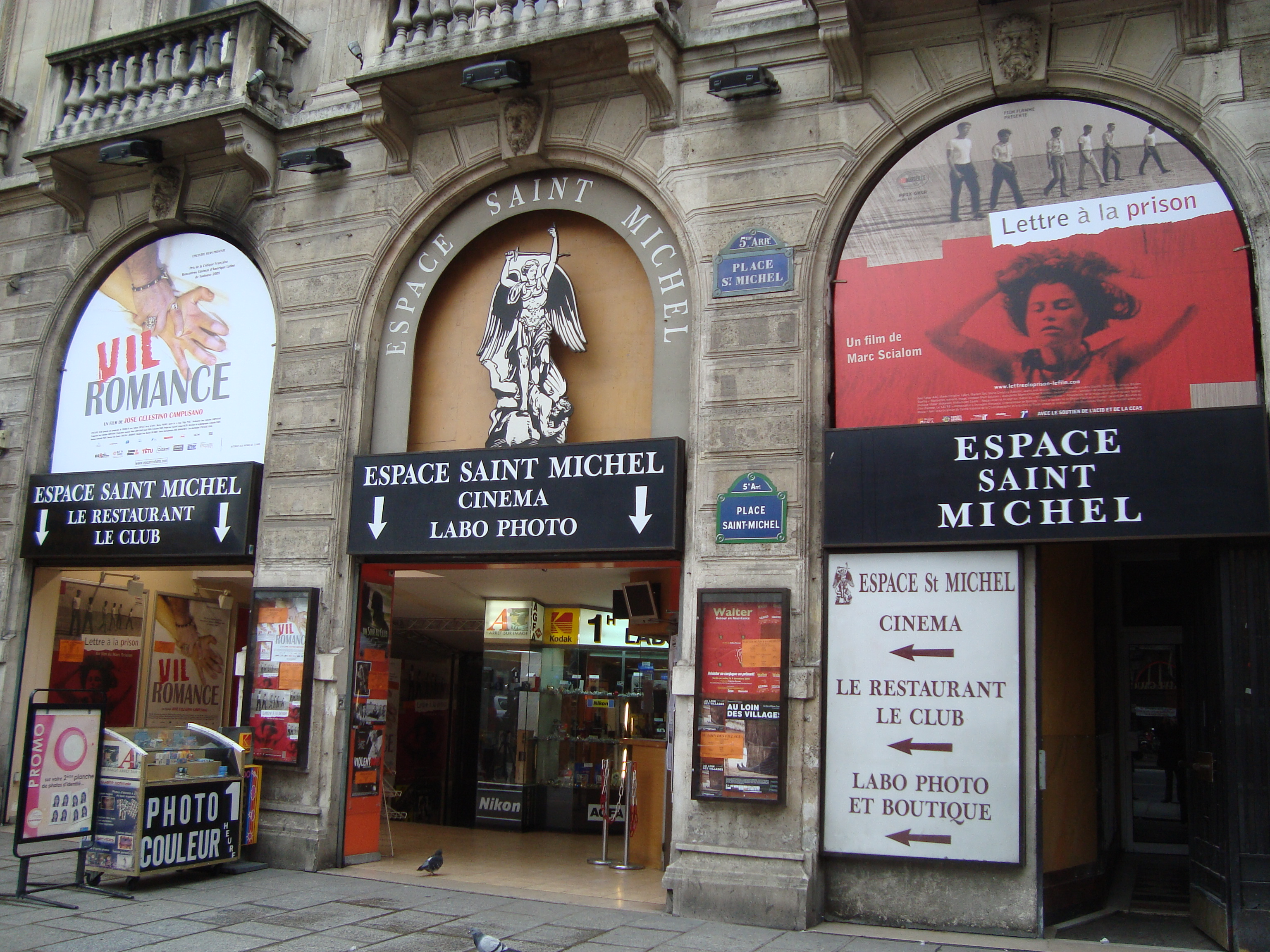
Vstup do kina Espace Saint-Michel

Espace Saint-Michel je kino v Paříži, které se nachází na náměstí Place Saint-Michel č. 7 v 5. obvodu. Kino se specializuje na nezávislé filmy a je jedním z nejstarších v Paříži. V roce 1988 bylo kino podpáleno na protest proti promítání filmu Poslední pokušení Krista režiséra Martina Scorseseho.

## Historie
Kino otevřel 22. prosince 1911 Victor Gandon, majitel restaurace, který přeměnil část svého podniku na kino. V majetku této rodiny je kino dodnes. Původní sál měl kapacitu 500 míst a v roce 1981 byl rozdělen na dva menší sály s kapacitou 100 a 110 míst. Kino se časem zaměřilo na promítání nezávislých filmů.
V noci z 22. na 23. října 1988 byl kvůli uvedení filmu Poslední pokušení Krista v kině spáchán žhářský útok. Atentát spáchali ultrapravicoví fundamentalisté a bylo při něm zraněno 13 osob, z toho čtyři těžce. Kino bylo na tři roky uzavřeno a opět otevřeno v říjnu 1991.